# Bonnemaisoniaceae
Bonnemaisoniaceae Schmitz in Engler, 1892  é o nome botânico de uma família de algas vermelhas pluricelulares da ordem Bonnemaisoniales.

## Gêneros
- Asparagopsis, Bonnemaisonia,  Delisea, Leptophyllis, Pleuroblepharidella, Ptilonia.